# Musée d'Art contemporain de Houston
Le musée d'art contemporain de Houston (en anglais : Contemporary Arts Museum Houston) est un musée et institution culturelle à but non lucratif majeure au Texas consacrée à l'art contemporain. Il se trouve dans le Museum District de Houston dans un bâtiment conçu par Gunnar Birkerts et a ouvert ses portes au public en 1972. L'entrée est gratuite.